# Ludwig-Holger Pfahls
Ludwig-Holger Pfahls (* 13. Dezember 1942 in Luckenwalde) ist ein deutscher Jurist und ehemaliger politischer Beamter (CSU).
Von 1985 bis 1987 war er Präsident des Bundesamts für Verfassungsschutz und von 1987 bis 1992 beamteter Staatssekretär im Bundesministerium der Verteidigung. 2005 wurde er im Zusammenhang mit der CDU-Spendenaffäre um den Waffenhändler Karlheinz Schreiber wegen Vorteilsannahme und Steuerhinterziehung zu einer Haftstrafe von zwei Jahren und drei Monaten verurteilt. 2011 wurde er wegen betrügerischen Bankrotts und Betrugs zu 4½ Jahren Gefängnis verurteilt. Vorher war er jahrelang im Ausland auf der Flucht gewesen.

## Studium
Pfahls besuchte das Leibniz-Realgymnasium in Frankfurt und die Rupprecht-Oberrealschule in München. Er studierte an den Universitäten Heidelberg, Freiburg, Würzburg und München Rechtswissenschaften und wurde 1971 mit der Dissertation Staat, Kirche und Volksschule in Bayern zum Dr. jur. promoviert.

## Richter und Beamter
Pfahls trat in den bayerischen Justizdienst ein. 1974 wechselte er in das neu geschaffene Bayerische Umweltministerium und trat 1976 als Landtagsreferent in die Bayerische Staatskanzlei ein. Dort wurde Franz Josef Strauß auf ihn aufmerksam und holte ihn 1978 als persönlichen Referenten in seinen engeren Mitarbeiterkreis. 1981 wurde Pfahls Leiter des Büros des Bayerischen Ministerpräsidenten und übernahm 1982 die Leitung der Grundsatzabteilung der Staatskanzlei.

## Verfassungsschutzpräsident und Staatssekretär
Vom 1. August 1985 bis 1. April 1987 war Pfahls Präsident des Bundesamts für Verfassungsschutz. Danach holte ihn der damalige Verteidigungsminister, Manfred Wörner (CDU), auf Vorschlag von Strauß als beamteten Staatssekretär in das Ministerium. Er war dort verantwortlich für Rüstungskontrolle, Beschaffung und Export von Waffen. Anfang 1992 schied Pfahls, angeblich freiwillig, dort aus dem Amt. Spekuliert wurde in diesem Zusammenhang über eine Verwicklung in geheime Waffenlieferungen aus den Beständen der Nationalen Volksarmee der DDR an Israel (vermutlich Sturmgewehre vom Typ Kalaschnikow AK-74 aus dem Ex-DDR-Munitionslager Kavelsdorf).

## Anwalt und Daimler-Benz-Bevollmächtigter
Pfahls trat danach in eine Anwaltssozietät in München ein. Er wurde Generalbevollmächtigter der Daimler-Benz AG, zunächst für Belgien und ab 1995 für die Ostasien-Vertretung in Singapur. Sein damaliger Assistent war Dieter Holzers Sohn Nicolas.
Presserecherchen und Veröffentlichungen des Juli und August 2004 legen nahe, dass sich Pfahls bereits während seiner Zeit als beamteter Staatssekretär aktiv für die Interessen von Daimler-Benz AG und seiner Tochterunternehmen wie der DASA (inzwischen EADS) eingesetzt hat, so bei der Beschaffung des Eurofighter (Daimler-Benz war auch Lieferant von Motoren und Fahrgestellen für den ABC-Spürpanzer Fuchs).

## Flucht und Strafverfahren
Pfahls hat in mehreren Fällen Schmiergelder in Höhe von mehreren Millionen D-Mark angenommen, um politische Entscheidungen im Sinne von Lobbyisten zu fördern. Strafverfolgungsmaßnahmen erfolgten lediglich im Zusammenhang mit der Affäre um Karlheinz Schreiber wegen der Lieferung von Panzern an Saudi-Arabien. In der Leuna-Affäre um Dieter Holzer wurde gegen ihn in Deutschland nicht ermittelt.

### Leuna-Affäre
In den Jahren 2003 und 2004 wurden in einem spektakulären Gerichtsprozess in Paris die Geschäftspraktiken des Ölkonzerns Elf Aquitaine juristisch aufgearbeitet, darunter auch die Modernisierung und Erweiterung der alten Minol-Raffinerie im ostdeutschen Leuna und der damit verbundene Verkauf der Minol-Tankstellenkette durch die Treuhandanstalt an Elf in den Jahren 1991 (Ausschreibung) und 1992 (Zuschlag und Vertragsunterzeichnung). Die Beweisaufnahme 2003 ergab, dass dabei ab Februar 1993 mindestens 161 Mio. Franc (etwa 25 Mio. Euro) vom Lobbyisten Dieter Holzer über seine Gesellschaft Delta International an unterschiedliche, weitgehend unbekannte Empfänger verteilt wurden. Holzer wurde in diesem Zusammenhang in Frankreich zu Haft- und Geldstrafe verurteilt. Der frühere Elf-Manager Alfred Sirven sagte aus, dass zwei damalige deutsche Minister oder Staatssekretäre „große Summen“ bekommen hätten.
Mindestens zwei Zahlungen (3,6 Mio. DM und 1,5 Mio. DM) von Holzer erfolgten am 18. und 19. März 1993 auf zwei Konten in Luxemburg, die von der französischen Justiz Pfahls zugeordnet wurden. Französische Presserecherchen ergaben noch höhere Summen. Unklar ist, ob Pfahls der endgültige Empfänger war, oder das Geld an Dritte weitergereicht wurde.

### Schreiber-Affäre um Panzerlieferung nach Saudi-Arabien
Am 22. April 1999 erwirkte die Staatsanwaltschaft Augsburg beim dortigen Amtsgericht einen Haftbefehl gegen Pfahls wegen des dringenden Tatverdachts der Bestechlichkeit und Steuerhinterziehung. Ihm wurde vorgeworfen, vom Lobbyisten und Waffenhändler Schreiber 3,8 Millionen D-Mark auf ein von diesem treuhändisch verwaltetes Konto in der Schweiz überwiesen bekommen zu haben, um einen Vertrag über die Lieferung von 36 ABC-Spürpanzer Fuchs nach Saudi-Arabien zu ermöglichen. Da wegen der vom Abnehmer gewünschten kurzfristigen Lieferung eine zeitnahe Produktion durch den Hersteller Thyssen AG nicht möglich war, setzte Pfahls gegen den Widerstand des Heeres durch, dass die Panzer aus den Beständen der Bundeswehr nach Saudi-Arabien geliefert wurden, obwohl dadurch die Abwehrfähigkeit und die Ausbildungsfähigkeit des Heeres beeinträchtigt war. Bei einem Auftragsvolumen von 446 Millionen D-Mark sollen dabei 220 Millionen D-Mark als Schmiergelder an die arabischen Auftraggeber, die Waffenhändler Schreiber und Rolf Wegener sowie an Manager des Thyssen-Konzerns geflossen sein. Das Geld hatte Pfahls bei der Steuererklärung verschwiegen und dadurch Steuern von mehr als 1,9 Millionen D-Mark hinterzogen.
Die Generalstaatsanwaltschaft in München überprüfte den Haftbefehl und setzte ihn außer Vollzug. In der Zwischenzeit, Anfang Mai 1999, setzte sich Pfahls nach Taiwan ab, das mit Deutschland kein Auslieferungsabkommen hat. Der damalige Staatsanwalt Winfried Maier schloss später nicht aus, dass Pfahls von der geplanten Verhaftung vorzeitig informiert worden war. Am 6. Juli 1999 verlor sich seine Spur in Taipeh. Pfahls schien nach Hongkong geflogen zu sein.
Wie am 10. Oktober 2005 in den ARD-Nachrichten und dem Nachrichtenmagazin Report München gemeldet, wurde Pfahls bei seiner langwährenden Flucht durch die französischen Nachrichtendienste Direction de la surveillance du territoire und Direction Générale de la Sécurité Extérieure unterstützt, die ihn unter anderem unbemerkt jeweils durch die Personenkontrollen diverser Flughäfen geschleust haben sollen, um sowohl die ruhende Elf-Aquitaine- als auch die Leuna-Affäre nicht zeitlich unpassend aufzurühren.
2000 schloss die CSU ihr langjähriges Mitglied Pfahls aus. Begründet wurde dies jedoch nicht mit dem Skandal um die Schmiergeldzahlungen, sondern rückständigen Mitgliedsbeiträgen.
Am 13. Juli 2004 wurde Pfahls in Paris festgenommen. Die von einem französischen Fernsehteam gemachten Aufnahmen wurden von der Polizei beschlagnahmt und nicht zur Veröffentlichung freigegeben.
Am 20. Januar 2005 wurde Pfahls in Forbach an die deutschen Behörden ausgeliefert und als Untersuchungshäftling in die Justizvollzugsanstalt in Kaisheim verbracht. Am Tag darauf eröffnete ihm der Vorsitzende Richter am Landgericht Augsburg Maximilian Hofmeister im dortigen Strafjustizzentrum den Haftbefehl.
Beim Prozessauftakt vor dem Landgericht Augsburg am 28. Juni 2005 gestand Pfahls die Annahme von Schmiergeld in Höhe von zwei Millionen D-Mark von Waffenhändler Karlheinz Schreiber „für ein Panzergeschäft“. Über seinen Verteidiger kündigte er ein weiteres Teilgeständnis über die Annahme von weiteren 1,8 Millionen D-Mark Schmiergeld an. Pfahls sagte vor dem Landgericht aus, bei den 1990 von Schreiber auf ein Schweizer Nummernkonto treuhänderisch eingezahlten zwei Millionen D-Mark habe es sich um Bezahlung für Lobbyarbeit beim Verkauf von Fuchs-Panzern an die USA gehandelt. Er äußerte Bedauern darüber, das Geld angenommen zu haben: „Es ist mir nicht nur peinlich, es ist mir auch unerklärlich, wie es zu diesem Aussetzer gekommen ist.“ Dabei betonte er aber, es sei bei den Zahlungen nicht um Bestechung gegangen, da das Geschäft auch ohne sein Zutun zustande gekommen wäre.
Auch die 1,8 Millionen D-Mark beim Verkauf von ABC-Fuchs-Panzern an Saudi-Arabien 1991 will er, nach den Worten seines Verteidigers Volker Hoffmann, nicht als Bestechungsgeld, sondern für Lobbyarbeit kassiert haben. Am 3. August 2005 wurde Pfahls diesbezüglich insbesondere durch die Aussage von Altkanzler Helmut Kohl entlastet, indem dieser die eigene Verantwortung für das Panzergeschäft mit Saudi-Arabien bestätigte. Pfahls entging dadurch dem Vorwurf der Bestechlichkeit.
Die Staatsanwaltschaft warf Pfahls nur vor, die insgesamt 3,8 Millionen D-Mark nur für das Geschäft mit Saudi-Arabien kassiert zu haben. Das Geschäft mit den USA spielte dagegen in der Anklage keine Rolle, auch weil nicht endgültig geklärt wurde, ob ein Teil der Vorwürfe verjährt ist.
Pfahls stand während des Prozesses zu seiner Aussage: „Ich war nicht der Einzige, den der Waffenhändler bezahlt hat“. Damit wurde für die Ermittler im Strauß-Prozess erstmals das über Schweizer Tarnkonten abgewickelte, weit verzweigte Schmiergeldsystem Schreibers bestätigt.
Zu Umständen, Mithelfern und Hintergründen seiner langjährigen Flucht äußerte sich Pfahls nicht.
Am 12. August 2005 wurde Pfahls vom Landgericht Augsburg wegen Vorteilsannahme und Steuerhinterziehung zu einer Haftstrafe von zwei Jahren und drei Monaten verurteilt, was dem Antrag der Staatsanwaltschaft entsprach. Wie der Vorsitzende Richter Hofmeister sagte, war dem früheren Staatssekretär im Rahmen eines Deals zwischen Gericht, Staatsanwaltschaft und Verteidigung diese Strafe in Aussicht gestellt worden, falls er ein Geständnis ablege. Die Strafe konnte, da sie zwei Jahre überstieg, zwar nicht von vornherein zur Bewährung ausgesetzt werden, jedoch wurde Pfahls bereits kurz nach dem Urteil im September 2005 nach 13½ Monaten Haft (der Hälfte seiner Gefängnisstrafe unter Anrechnung der Zeit in Auslieferungs- und Untersuchungshaft) auf Bewährung entlassen.

## Anklage und Verurteilung wegen betrügerischen Bankrotts und Betrugs
Im September 2007 erklärte sich Ludwig-Holger Pfahls für mittellos und stellte Zahlungen an seine Gläubiger – unter anderem den Fiskus – ein.
Im Dezember 2010 wurde berichtet, die Staatsanwaltschaft ermittle wegen der Vermutung, er verheimliche ein Millionenvermögen. Diese Ermittlungen führten zu seiner Verhaftung und einer weiteren Anklage gegen ihn, die die Staatsanwaltschaft Augsburg am 11. April 2011 wegen Bankrotts, Betrugs und Erpressung erhob.
Anfang Oktober 2011 begann der neue Prozess. Pfahls gestand, dass rund 2,1 Millionen Euro auf Konten auf den Bahamas, in der Schweiz und in Luxemburg lägen.
Am 9. November 2011 wurde er zu 4½ Jahren Haft verurteilt. Nach Überzeugung des Gerichts hatte Pfahls nach seiner Freilassung seine Villa in Südfrankreich an einen Strohmann verkauft und mehrere Millionen Euro auf Tarnkonten verschoben. Durch Rücknahme der gegen dieses Urteil eingelegten Revision wurde das Urteil im Dezember 2011 rechtskräftig. Wegen Beihilfe wurden seine Ehefrau und der Lobbyist Dieter Holzer zu mehrjährigen Haftstrafen verurteilt.